# Lijst van Tweede Kamerleden 1918-1922
De samenstelling van de Tweede Kamer der Staten-Generaal 1918-1922 biedt een overzicht van de Tweede Kamerleden in de periode tussen de Tweede Kamerverkiezingen van 3 juli 1918 en de Tweede Kamerverkiezingen van 5 juli 1922. De regering werd in september 1918 gevormd door het kabinet-Ruijs de Beerenbrouck I. De zittingsperiode ging in op 17 september 1918 en eindigde op 24 juli 1922. Er waren 100 Tweede Kamerleden. 
De partijen staan in volgorde van grootte. De politici staan in alfabetische volgorde, uitgezonderd de fractieleider, die telkens vetgedrukt als eerste van zijn of haar partij vermeld staat.

## Gekozen bij de verkiezingen van 3 juli 1918

### RKSP (30 zetels)
- Wiel Nolens, fractievoorzitter
- Antoine Arts
- Charles Ludovicus van de Bilt
- Willem Hendrik Bogaardt
- Jan Bomans
- Max Bongaerts
- Gerardus Bulten
- Laurentius Nicolaas Deckers
- Johannes Baptiste van Dijk
- Arnold Engels
- Albertus Nicolaas Fleskens
- Petrus Franciscus Fruytier
- Henri van Groenendael
- Piet Haazevoet
- Henri Hermans
- Wilhelmus Johannes Franciscus Juten
- Maximilien Joseph Caspar Marie Kolkman
- Dionysius Adrianus Petrus Norbertus Koolen
- Kees Kuiper
- Jan Loeff
- Johannes Antonius Poels
- Paul Reymer
- Augustinus Bernardus Gijsbertus Maria van Rijckevorsel
- Josef van Schaik
- Hendrikus Stulemeijer
- Isidorus Antonius Swane
- Adrianus Cornelis Antonie van Vuuren
- Jean Baptiste Louis Corneille Charles de Wijkerslooth de Weerdesteyn
- Antonius Ignatius Maria Josephus van Wijnbergen
- Jef Wintermans

### SDAP (22 zetels)
- Pieter Jelles Troelstra, fractievoorzitter
- Willem Albarda
- Jan Duijs
- Adriaan Gerhard
- Suze Groeneweg
- Arie Heijkoop
- Willem Helsdingen
- Louis Hermans
- Frederik Willem Nicolaas Hugenholtz
- Willem Caspar de Jonge
- Asser Benjamin Kleerekoper
- Jan ter Laan
- Kornelis ter Laan
- Frans Ossendorp
- Jan Oudegeest
- Eltjo Rugge
- Goswijn Sannes
- Jan Schaper
- Jan van den Tempel
- Theo van der Waerden
- Jan van Zadelhoff
- Arie de Zeeuw

### ARP (13 zetels)
- Coenraad van der Voort van Zijp, fractievoorzitter
- Egbertus Johannes Beumer
- Arie Colijn
- Lodewijk Franciscus Duymaer van Twist
- Jan Frederik Heemskerk[1]
- Jan van der Molen
- Frederik Herman de Monté VerLoren
- Victor Henri Rutgers
- Jan Gerrit Scheurer
- Jan Schouten[1]
- Chris Smeenk
- Jacob Adriaan de Wilde
- Albertus Zijlstra

### CHU (7 zetels)
- Alexander Frederik de Savornin Lohman, fractievoorzitter
- Jouke Bakker[1]
- Dirk Jan de Geer
- Jan Schokking
- Johan Reinhardt Snoeck Henkemans
- Rienk van Veen
- Jan Weitkamp

### Liberale Unie (6 zetels)
- Pieter Rink, fractievoorzitter
- Willem Theodoor Cornelis van Doorn
- Dirk Fock
- Cornelis Lely
- Robert Rudolph Lodewijk de Muralt
- Pieter Otto

### VDB (5 zetels)
- Henri Marchant, fractievoorzitter
- Eeltjo van Beresteyn
- Theodore Matthieu Ketelaar
- Pieter Oud
- Edsge Marten Teenstra

### Vrije Liberalen (4 zetels)
- Alibert Cornelis Visser van IJzendoorn, fractievoorzitter
- Hendrik Coenraad Dresselhuijs
- Jan Wolter Niemeijer tot 18 februari 1920
- Anthon Gerrit Aemile van Rappard

### Economische Bond (3 zetels)
- Willem Treub, voorzitter van de Neutrale Fractie
- Willem Hendrik de Buisonjé tot 7 juni 1921
- Lourens de Groot

### CPH (2 zetels)
- David Wijnkoop, voorzitter van de Revolutionair-Socialistische Fractie
- Willem van Ravesteyn

### Plattelandersbond (1 zetel)
- Frederik Bos

### Neutrale Partij (1 zetel)
- Henri ter Hall

### Middenstandspartij (1 zetel)
- Abraham Staalman

### CDP (1 zetel)
- Andries Popke Staalman, fractievoorzitter

### CSP (1 zetel)
- Adolf Robbert van de Laar, fractievoorzitter

### BCS (1 zetel)
- Willy Kruyt

### SP (1 zetel)
- Harm Kolthek

### VDW (1 zetel)
- Willem Wijk

## Bijzonderheden
- Na de verkiezingen van 3 juli 1918 zetelde er voor het eerst een vrouw in de Tweede Kamer, Suze Groeneweg (SDAP).
- Drie gekozenen, Alexander Willem Frederik Idenburg, Theo Heemskerk (ARP) en Johannes Theodoor de Visser (CHU), namen hun verkiezing niet aan vanwege hun benoeming tot minister in het kabinet-Ruijs de Beerenbrouck I. Hun opvolgers, Jan Heemskerk, Jan Schouten (ARP) en Jouke Bakker (CHU), werden op respectievelijk 22 en 30 oktober 1918 geïnstalleerd.
- De Economische Bond, de Plattelandersbond, de Neutrale Partij, de Middenstandspartij en het Verbond tot Democratisering der Weermacht vormden een gezamenlijke fractie, de Neutrale fractie, met Willem Treub (Economische Bond) als fractievoorzitter.
- De Communistische Partij Holland, de Bond van Christen-Socialisten en de Socialistische Partij vormden een gezamenlijke fractie, de Revolutionair-Socialistische fractie, met David Wijnkoop (CPH) als fractievoorzitter.

## Tussentijdse mutaties

### 1918
- 14 november: Willem Hendrik Bogaardt (RKSP) overleed. Zijn opvolger Jan van Rijzewijk werd op 10 december dat jaar geïnstalleerd.

### 1919
- 16 september: Frederik Bos (Plattelandersbond) vertrok uit de Tweede Kamer. Hij werd op 18 september dat jaar opgevolgd door Arend Braat, die uit de Neutrale Fractie stapte en een eenmansfractie vormde.
- 30 september: Henri van Groenendael werd uit de RKSP-fractie geroyeerd wegens zijn sympathie voor de afscheidingsbeweging in Limburg. Op  1 oktober 1919 vormde hij een eenmansfractie, de Groep-Groenendael.
- 7 oktober: Coenraad van der Voort van Zijp nam ontslag als fractievoorzitter van de ARP. Hij werd dezelfde dag nog opgevolgd door Victor Henri Rutgers.
- 1 november: Arie de Zeeuw (SDAP) nam ontslag vanwege zijn benoeming tot wethouder van Rotterdam. Zijn opvolger Johan Brautigam werd op 18 november dat jaar geïnstalleerd.
- 11 november: Arie Heijkoop (SDAP) vertrok uit de Tweede Kamer vanwege zijn benoeming tot wethouder van Rotterdam. Zijn opvolger Bernardus Johannes van Stapele werd op 20 november dat jaar geïnstalleerd.

### 1920
- 14 januari: Jan Loeff (RKSP) nam ontslag vanwege zijn benoeming tot lid van de Raad van State. Zijn opvolger Alexander van Sasse van Ysselt werd op 12 februari dat jaar geïnstalleerd.
- 10 februari: na een conflict met Willy Kruyt werd Harm Kolthek (Socialistische Partij) uit de Revolutionair-Socialistische fractie gezet, waarna hij een eenmansfractie vormde.
- 19 februari: Jan Wolter Niemeijer (Vrije Liberalen) verliet de Tweede Kamer vanwege zijn zakelijke werkzaamheden. Zijn opvolger Frans Drion werd op 23 september dat jaar geïnstalleerd.
- 14 oktober: Dirk Fock (Liberale Unie) nam ontslag vanwege zijn benoeming tot gouverneur-generaal van Nederlands-Indië. Zijn opvolger Pieter Johannes de Kanter werd op 10 november dat jaar geïnstalleerd.

### 1921
- 8 februari: Alexander Frederik de Savornin Lohman (CHU) vertrok uit de Tweede Kamer vanwege zijn hoge leeftijd. Hij werd als fractievoorzitter van de CHU op 9 februari dat jaar opgevolgd door Jan Schokking. Zijn opvolger als parlementslid, Bartholomeus Gerretson, werd op 2 maart 1921 geïnstalleerd.
- 1 april: Willy Kruyt (Bond van Christen-Socialisten) stapte over naar de Communistische Partij Holland.
- 5 april: Willem Theodoor Cornelis van Doorn (Liberale Unie) overleed. Zijn opvolger Maarten Iman Willem Jacob Bijleveld (Vrijheidsbond) werd op 1 mei dat jaar geïnstalleerd.
- 16 april: de Liberale Unie, de Bond van Vrije Liberalen, de Economische Bond, de Neutrale Partij en de Middenstandspartij fuseerden tot de Vrijheidsbond en gingen ook een gezamenlijke fractie vormen. Pieter Rink (Liberale Unie) werd aangesteld als fractievoorzitter. Het Verbond tot Democratisering der Weermacht, dat met de Neutrale Partij, de Economische Bond en de Middenstandspartij de Neutrale fractie vormde, stapte niet mee in de Vrijheidsbond en de enige gekozene voor deze partij, Willem Wijk, ging een eenmansfractie vormen.
- 4 juni: Willem Hendrik de Buisonjé (Vrijheidsbond) vertrok uit de Tweede Kamer vanwege zakelijke problemen. Zijn opvolgster Jo Westerman werd op 12 juli dat jaar geïnstalleerd.
- 28 juli: Dirk Jan de Geer (CHU) nam ontslag vanwege zijn benoeming tot minister in het kabinet-Ruijs de Beerenbrouck I. Zijn opvolger Jan Ankerman werd op 22 september dat jaar geïnstalleerd.
- 20 augustus: Willem Helsdingen (SDAP) overleed. Zijn opvolger Pieter Hiemstra werd op 12 oktober dat jaar geïnstalleerd.
- 20 september: Louis Hermans (SDAP) nam ontslag vanwege zijn benoeming tot wethouder van Arnhem. Zijn opvolger Hendrik Jan van Braambeek werd op 14 oktober dat jaar geïnstalleerd.
- 14 september: Jean Baptiste Louis Corneille Charles de Wijkerslooth de Weerdesteyn (RKSP) nam ontslag vanwege zijn benoeming tot lid van de Raad van State. Zijn opvolger Johannes Georgius Suring werd op 2 november dat jaar geïnstalleerd.
- 15 oktober: Willem Treub (Vrijheidsbond) nam ontslag vanwege zijn benoeming tot voorzitter van de Ondernemingsraad voor Nederlands-Indië. Zijn opvolger Hendrik Albeda werd op 9 november dat jaar geïnstalleerd.

### 1922
- 4 januari: Eeltjo van Beresteyn (VDB) stapte uit de VDB-fractie en vormde als Groep-Beresteyn een eenmansfractie.
- 7 februari: Edsge Marten Teenstra (VDB) stapte uit de VDB-fractie en sloot zich aan bij de Groep-Beresteyn, die voortaan Groep-Beresteyn/Teenstra heette.

1815-1818 ·
1818-1821 ·
1821-1824 ·
1824-1827 ·
1827-1830 ·
1830-1833 ·
1833-1836 ·
1836-1839 ·
1839-1842 ·
1842-1845 ·
1845-1848 ·
1848-1849 ·
1849-1850 ·
1850-1852 ·
1852-1853 ·
1853-1854 ·
1854-1856 ·
1856-1858 ·
1858-1860 ·
1860-1862 ·
1862-1864 ·
1864-1866 ·
1866 (sep) ·
1866-1868 ·
1868-1869 ·
1869-1871 ·
1871-1873 ·
1873-1875 ·
1875-1877 ·
1877-1879 ·
1879-1881 ·
1881-1883 ·
1883-1884 ·
1884-1886 ·
1886-1887 ·
1887-1888 ·
1888-1891 ·
1891-1894 ·
1894-1897 ·
1897-1901 ·
1901-1905 ·
1905-1909 ·
1909-1913 ·
1913-1917 ·
1917-1918 ·
1918-1922 ·
1922-1925 ·
1925-1929 ·
1929-1933 ·
1933-1937 ·
1937-1946 ·
1946-1948 ·
1948-1952 ·
1952-1956 ·
1956-1959 ·
1959-1963 ·
1963-1967 ·
1967-1971 ·
1971-1972 ·
1972-1977 ·
1977-1981 ·
1981-1982 ·
1982-1986 ·
1986-1989 ·
1989-1994 ·
1994-1998 ·
1998-2002 ·
2002-2003 ·
2003-2006 ·
2006-2010 ·
2010-2012 ·
2012-2017 ·
2017-2021 ·
2021-2023 ·
2023-heden
Overzicht historische zetelverdeling